# Onthophagus ocellifer
Onthophagus ocellifer là một loài bọ cánh cứng trong họ Bọ hung (Scarabaeidae).